# La dieta del lagarto
La dieta del lagarto es el segundo álbum del grupo chileno de funk rock Chancho en Piedra. El nombre de este disco viene del popular, y también vulgar, dicho chileno: «La dieta del lagarto: comer poco y tirar harto». A diferencia del primer álbum del grupo, este trabajo posee raíces más roqueras, además de tener influencias de música funk y disco. Con esta producción, la banda se hace más conocida en los medios. Existen muchos fanes que aseguran que este es el mejor de todos los trabajos de la banda.[cita requerida]

## Lista de canciones
Todas las canciones escritas y compuestas por Chancho en Piedra. 
| La dieta del Lagarto |                                              |          |  |
| N.º                  | Título                                       | Duración |  |
| 1.                   | «Mea chucha»                                 | 1:01     |  |
| 2.                   | «Hacia el Ovusol»                            | 3:42     |  |
| 3.                   | «Huevos revueltos»                           | 4:47     |  |
| 4.                   | «Edén»                                       | 4:14     |  |
| 5.                   | «Güeina»                                     | 1:21     |  |
| 6.                   | «Realizó todo bien»                          | 4:32     |  |
| 7.                   | «Empresaurio»                                | 3:15     |  |
| 8.                   | «Rojito veo el mundo»                        | 3:48     |  |
| 9.                   | «Sami»                                       | 7:15     |  |
| 10.                  | «¡Maestro... "las casitas"!»                 | 0:45     |  |
| 11.                  | «Cacho»                                      | 3:09     |  |
| 12.                  | «Huasónico»                                  | 4:09     |  |
| 13.                  | «Comiendo banana»                            | 5:25     |  |
| 14.                  | «Da la claridad a nuestro sol»               | 4:58     |  |
| 15.                  | «Viejo diablo»                               | 6:36     |  |
| 16.                  | «Del por qué se cohíbe el ano en casa 'jena» | 4:21     |  |
| 17.                  | «Voy y vuelvo»                               | 6:26     |  |

## Sencillos y videos
1. «Edén» (sencillos y video)
2. «Hacia el Ovusol» (sólo sencillo)
3. «Da la claridad a nuestro sol» (sencillo y video)